# 内阁中书
内阁中书，始設於清朝。

## 歷史沿革
明朝废中书省，僅於内阁设中书舍人。清廷於內閣置有中書一職，名額有满洲七十人、蒙古十六人、汉军八人、汉中书三十人，掌管记载、翻译等事。一般進士参加會試之後，除择优任翰林院庶吉士者外，较次者部分用为内阁中书，期滿可补同知或知州。雍正四年（1726年），西北用兵，为紧急处理军务，設立军机处，第二年，增设军机章京，由軍機大臣另选内阁中书等官充军机章京，通称“小军机”。《官场现形记》第五十三回載：“他就凑了千把银子，捐了个内阁中书。”